# Raphael Veiga
Raphael Veiga, vollständiger Name Raphael Cavalcante Veiga, (* 19. Juni 1995 in São Paulo) ist ein brasilianischer Fußballspieler. Er wird auf der Position eines offensiven Mittelfeldspielers eingesetzt, alternativ spielt er im linken Mittelfeld. Sein spielstarker Fuß ist der linke. Derzeit tritt er für die SE Palmeiras aus seiner Heimatstadt an.

## Karriere

### Verein
Raphael Veiga begann seine Laufbahn in den Nachwuchsbereichen verschiedener namhafter Klubs. Unter anderem beim SC Corinthians, bei welchem er sich zuerst erfolglos als Torwart versuchte, um dann als Feldspieler zwei Jahre zu bleiben. Bei Corinthians spielte an der Seite von Marquinhos und Caíque França. 2013 kam Veiga dann zum Coritiba FC. Bei dem Klub schaffte Veiga 2016 den Sprung in den Profikader. Am 11. März 2016 gab er sein Debüt in der Profimannschaft. Im Spiel gegen den Avaí FC in der Primeira Liga do Brasil 2016 wurde Veiga in der 68. Minute eingewechselt. Im selben Jahr debütierte Veiga auch in der obersten brasilianischen Spielklasse. In der Série A traf sein Klub am 23. Juli 2016, dem 16. Spieltag der Série A 2016 auswärts auf den Santa Cruz FC. In dem Spiel stand er in der Startelf und wurde in der 93. Minute für Felipe Amorim ausgewechselt. In derselben Saison konnte Veiga auch seinen ersten Treffer in der Liga verbuchen. Am 4. August 2016, dem 18. Spieltag, trat Coritiba auswärts beim EC Vitória an. Hier erzielte er in der 48. Minute nach Vorlage von Carlinhos den 1:0-Führungsreffer (Endstand-1:3 für Vitória). Auch auf internationaler Klubebene trat Veiga 2016 das erste Mal an. In der 2. Runde der Copa Sudamericana 2016 traf Coritiba auch auf den EC Vitória.
Nach Abschluss der Saison 2016 wurde bekannt, dass Veiga zu 2017 zur SE Palmeiras wechselt. Palmeiras zahlte für 65 % der Transferrechte 4,5 Millionen Real. Der Kontrakt erhielt eine Laufzeit bis Ende 2021
Im Januar 2018 wurde Veiga für ein Jahr an den Ligakonkurrenten Atletico Paranaense ausgeliehen. Mit dem Klub trat er in der Série A, dem Copa do Brasil sowie der Copa Sudamericana 2018 an. Die Sudamericana konnte er mit Paranaense gewinnen. Zum ersten internationalen Erfolg von Paranaense steuerte Veiga in zehn Spielen zwei Tore bei. Beide erzielte im Achtelfinal-Hinspiel gegen den FC Caracas. Er erzielte die einzigen Tore der Partie in der 42. und 73. Minute. Das Turnier wurde erst durch Elfmeterschießen im Rückspiel entschieden. Der zu dem Zeitpunkt dreiundzwanzigjährige Veiga trat hierbei erfolgreich den zweiten Strafstoß für seinen Klub. Nach der Saison 2018 kehrte er zu Palmeiras zurück. Mit der Copa Libertadores 2020 gewann Veiga im Januar 2021 den wichtigsten südamerikanischen Klubtitel. Dem schloss sich Anfang März 2021 die Copa do Brasil 2020 an. Am 27. November 2021 konnte Veiga mit dem Klub den Titel in der Copa Libertadores gegen Flamengo Rio de Janeiro verteidigen. Nach dem Sieg in der Staatsmeisterschaft 2022, konnte er mit Palmeiras im November deren elften nationalen Meistertitel feiern. 2023 konnten in der Staatsmeisterschaft sowie in der Série A 2023 beide Titel wiedergeholt werden. In der Série A bestritt er dabei 31 von 38 möglichen Spielen und erzielte neun Tore.

### Nationalmannschaft
Im März 2023 wurde Veiga für ein Testspiel gegen Marokko am 25. März erstmals in die Auswahl Brasiliens berufen. In der Partie wurde er in der 65. Minute eingewechselt.

## Erfolge
Athletico Paranaense
- Copa Sudamericana: 2018

Palmeiras
- Copa Libertadores: 2020, 2021
- Copa do Brasil: 2020
- Staatsmeisterschaft von São Paulo: 2020, 2022, 2023, 2024
- Recopa Sudamericana: 2022
- Campeonato Brasileiro de Futebol: 2022, 2023
- Supercopa do Brasil: 2023

## Auszeichnungen
- Bola de Prata – Mannschaft der Saison: 2021[12], 2023[13]
- Prêmio Craque do Brasileirão – Mannschaft der Saison: 2021[14]